# Эйдинов, Семён Григорьевич
Семён Григо́рьевич Э́йдинов (1911—1983) — советский дирижёр-хоровик и педагог, симфонист, общественный деятель. Основатель и первый руководитель Магнитогорского музыкального училища (ныне — консерватория). Народный артист РСФСР (1976). Почётный гражданин Магнитогорска.

## Биография
- 1911, 11 июля — родился в Уфе
- 1926 — руководил одной из бригад «Синей блузы» башкирского республиканского профсовета, работал тапёром в кинотеатре
- 1927 — учился в индустриальном техникуме (г. Златоуст)
- 1928—1930 — занимался в Московском институте физкультуры
- 1930—1934 — учился в Московском музыкальном техникуме при консерватории
- 1934—1938 — учился в МГК имени П. И. Чайковского в классе дирижёра-хоровика Г. Дмитриевского. Во время учёбы работал музыкальным руководителем в Государственном институте физкультуры, ЦАГИ. Госэкзамен сдал на примере самодеятельного хора электрокомбината им. Куйбышева.
- 1938 — по инициативе педагога фортепиано в техникуме Л. Авербух приехал в Магнитогорск. Работал в музыкальной школе, а также Магнитогорском драматическом театре, где создал симфонический оркестр
- 1938—1941 — работал с городским симфоническим оркестром
- 1939 — был инициатором открытия Магнитогорского музыкального училища (ныне — консерватория), где первоначально работал заместителем директора, М. Полякова
- 1942—1982 — занимал должность директора Магнитогорского музыкального училища
- 1943 — основал Магнитогорскую хоровую капеллу
- 1944—1982 — был художественным руководителем и главным дирижёром Магнитогорской хоровой капеллы
- 1958 — был инициатором создания Магнитогорского хорового общества
- В 60-е—70-е годы руководил музыкальным факультетом областного народного университета культуры
- 1960—1982 — был членом президиума Всероссийского хорового общества
- 1965 — Эйдинов участвовал в создании Магнитогорской музыкальной школы № 65[1].
- 1966 — был инициатором открытия первого магнитогорского Дома музыки
- 1972 — был инициатором открытия второго магнитогорского Дома музыки
- 1983, 23 января — скончался в Магнитогорске. Похоронен на Правобережном кладбище.

## Музыкальная деятельность
На протяжении почти полувека Эйдинов был ключевой фигурой в музыкальной жизни Магнитогорска. Именно ему город обязан основанием музыкального училища (ныне — консерватория), симфонического оркестра, Домов музыки. Эйдинов руководил сферой музыкальной культуры города — без его внимания и поддержки не обходилось ни одно крупное музыкальное событие в Магнитогорске.

## Звания
- заслуженный деятель искусств РСФСР (1958)
- народный артист РСФСР (1976)
- Почётный гражданин Магнитогорска (1971)

## Награды
- орден Ленина (1971)
- орден «Знак Почёта» (1967)
- медаль «За доблестный труд в Великой Отечественной войне 1941-1945 гг.» (1946)
- Областная премия комсомола «Орлёнок» (1968, 1976)

## Мемориал
- На доме по проспекту Ленина в Магнитогорске, где жил Семён Эйдинов, установлена памятная табличка.
- Имя Эйдинова носит созданная им Магнитогорская хоровая капелла.
- В стенах Магнитогорской государственной консерватории регулярно проводится Всероссийский конкурс хоровых дирижёров имени С. Г. Эйдинова.
- Именем С. Г. Эйдинова названа 31-я аудитория Магнитогорской государственной консерватории, в которой проходят занятия хоровых коллективов.
- 15 сентября 2004 в стенах Магнитогорской государственной консерватории состоялось торжественное открытие Фонда культуры имени С. Г. Эйдинова.
- 11 июля 2011 на «аллее звёзд» перед Магнитогорским Дворцом культуры металлургов имени Серго Орджоникидзе была заложена именная звезда С. Г. Эйдинова.

## Интересные факты
- Размах деятельности Эйдинова прекрасно иллюстрирует то, что в пору существования Всероссийского музыкального общества наряду со множеством областных, региональных и краевых подразделений существовали всего три городских — московское, ленинградское и магнитогорское[2]. Не случайно именно при Эйдинове Магнитогорск получил неформальный титул «города металла и музыки».
- В день своей смерти Эйдинов в качестве гостя присутствовал на концерте своего детища — хоровой капеллы. Выйдя на сцену, он продирижировал хором «Славься!» из оперы М. И. Глинки «Иван Сусанин». Спустя всего лишь несколько минут в артистической сердце дирижёра остановилось.